# Anne-Josèphe Théroigne de Méricourt
Anne-Josèphe Théroigne de Méricourt, nacida como Anne-Josèphe Terwagne de Marcourt, (Marcourt, 13 de agosto de 1762 - París, 8 de junio de 1817) fue una mujer dedicada a la política y una personalidad durante la Revolución francesa.
Su nombre es una adaptación al francés del valón belga mientras que el apellido fue una forma de burla de la prensa favorable al rey.  

## Trayectoria

### Familia y Juventud
Hija de Pierre Theroigne, agricultor acomodado en Xhoris y de Élisabeth Lahaye, de Marcourt, ambos en el Principado de Lieja, de donde le vino el sobrenombre de «La bella Liejesa» y, más tarde, "Lambertine". Era la mayor de tres hermanos. Tras la muerte de su madre, el 22 de diciembre de 1767, al nacer su tercer hijo y a la edad de cinco años se quedó con su padre y sus dos hermanos, Pierre-Josèphe (n. 1764) y Josèphe (n. 1767). Más tarde fue confiada a vivir con una tía en Lieja y asistió a un colegio religioso de la ciudad. Al casarse su tía, dejó de pagar el colegio y volvió con doce años a Xhoris a la casa de su padre, que se había vuelto a casar. Al año siguiente, tras desavenencias con su madrastra, se marchó de su casa. Volvió a Lieja donde trabajó como costurera. Tras pasar por varios trabajos más, algunos con familiares y otros cuidando hijas de burgueses, con 17 años fue requerida por una cortesana, de origen inglés, la señora Colbert, que la hizo su dama de compañía en Amberes durante cuatro años. Esta vida, conviviendo con la única figura femenina que le mostró afecto, le permitió llevar a cabo su formación: aprendió a leer, escribir, cantar y tocar algún instrumento. También cuidó de los hijos de la señora Colbert.
Tras vivir un tiempo en París, intentó hacer carrera como cantante en Londres, donde fue seducida por un oficial inglés y con el cual tuvo una hija, Françoise-Louise, que falleció por viruela en 1786. Se trasladó a Italia, donde tuvo diferentes parejas y contrajo la sífilis, de la cual fue tratada según los tratamientos de la época con mercurio. Mantuvo una relación, entre 1784 y 1787, financiera o amorosa, la correspondencia deja en la duda, con el viejo marqués Doublet de Persan, Consejero del Parlamento de París, quien le prestó ayuda económica y se arruinó por ayudarla. En esta época utilizó el sobrenombre de Mademoiselle Campinado, trabajando como cortesana en París. Trabó relación con un castrato italiano, Giusto Fernando Tenducci, que le hizo brillar en su carrera de cantante, pero también firmar un contrato leonino. La llevó a Génova, para cantar y explotarla comercialmente, teniendo que recurrir a amigos para anular el contrato. Estando sin dinero tuvo que recurrir a un banquero suizo, Jean-Frédéric Perregaux, pidiéndole ayuda para volver a Nápoles y Roma, con cargo al Marqués de Persan, así como cartas de recomendación. Estando en Roma, al enterarse de la convocatoria de los Estados Generales por parte del rey Luis XVI, decidió volver a Francia.

### Papel en la Revolución Francesa

#### Escarapela Tricolor y Asamblea Nacional
Llegó a Francia el 11 de mayo de 1789. Para no faltar a los sucesos, reuniones y asambleas que estaban ocurriendo, se trasladaba a Versalles y frecuentaba las tribunas de la Asamblea Nacional. Era la única mujer en las tribunas y con el fin de evitar recelos vestía ropa de hombre. Utilizaba ropa de amazona, moda lanzada en 1767 en el cuadro de Madame du Barry, pintado por Hubert Drouais. Tenía tres trajes: uno blanco, otro rojo y el tercero negro. Sus enemigos la describían siempre vestida de rojo, como sanguinaria.
Aquí cambió su apellido Anne-Josèphe Théroigne, pues su apellido Théroigne es la forma francesa del valón Terwagne.
Su primera participación pública fue el 17 de julio de 1789, mientras el rey Luis XVI estaba en el Ayuntamiento de París, vistiendo una escarapela tricolor.
El 4 de agosto de 1789 asistió al importante encuentro de la Asamblea Nacional, discutiendo la expansión de la revolución. Al final del mes fue aprobada la Declaración de los Derechos del Hombre y del Ciudadano. Decidió mudarse a la calle Rue de Noailles, en Versalles, para poder participar en todas las reuniones de la Asamblea Nacional. Durante los días 5 y 6 de octubre de 1789, se produjo la Marcha sobre Versalles, aunque no formó parte de ella, de lo que fue acusada posteriormente. Esta marcha, compuesta en su mayor parte por mujeres que protestaban por el alto precio así como la escasez de pan y que partieron de París el 5 llegando a Versalles de madrugada, invadió el Palacio. Dos guardias de la zona de la reina María Antonieta murieron. Al final de la mañana la familia real dejó Versalles y volvió a París, instalándose en las Tullerías. El 19 de octubre de 1789 la Asamblea también se trasladó a París. Ella siguió a la Asamblea. En la ciudad tenía un salón en el cual se reunían personajes políticos como Sieyès, Camille Desmoulins, Jérôme Pétion de Villeneuve, Brissot, Fabre d'Églantine y Louis de Saint-Just. También se relacionaba con el matemático Charles-Gilbert Romme.

#### Sociedad de Amigos de la Ley
En enero de 1790 fundó junto a Charles-Gilbert Romme la Sociedad de Amigos de la Ley, un club o sociedad que buscaba fomentar y fomentar el trabajo patriótico en las provincias, informando al pueblo de las actividades de la Asamblea.
El club tuvo una corta existencia y volvió al entusiasmo revolucionario en el Club des Cordeliers así como en las gradas de la Asamblea Nacional. Théroigne comenzó a darse cuenta de que la mayor parte de los partidarios de la revolución estaban interesados en los derechos de los hombres, como varones, pero no en los derechos de las mujeres.
Frustrada por las pocas oportunidades para las mujeres en la Asamblea, trabajó para la creación de clubes y sociedades patrióticas de mujeres o mixtas. 

#### Habladurías de la prensa
A comienzos de noviembre de 1789, la prensa realista parisina comenzó a publicar artículos en los que ridiculizaba y trataba de forma infame a Théroigne, tratándola como "puta de los patriotas" o "jefa de guerra". Se convirtió en el objetivo de los contrarrevolucionarios. De acuerdo con estos panfletos, ella había asaltado la Bastilla y dirigido las protestas de la Marcha sobre Versalles; había luchado contra los soldados, siempre estaba donde había más protestas, vistiendo su traje escarlata y su penacho negro. También fue presentada como una libertina, que se acostaba con todos los diputados del pueblo y un periodista escribió que cualquier representante (de la Asamblea Nacional), podía ser el padre de su hijo. El 10 de noviembre de 1789, el periodista realista y satírico Louis René Quentin de Richebourg de Champcenetz, la llamó "Théroigne de Méricourt", transformando su apellido en nombre y deformando su localidad natal Marcourt en Mericourt.
La campaña de calumnias estaba tan bien orquestada que en 1791 su reputación como mujer sulfurosa, peleona y libertina quedó establecida, hasta el punto que incluso un autor trató de beneficiarse de esto incluyendo en la segunda edición del libro "Catecismo Libertino" la mención <<Por las Señora Théroigne>>.

#### Exilio y arresto
Tras las jornadas de la Marcha sobre Versalles, una denuncia fue presentada, citando a Reine Audu y a Théroigne de Mericourt a comparecer para ser interrogadas. Esta orden, de fines de agosto de 1790, hizo que decidiera abandonar París rápidamente y se refugiara en Lieja. En febrero de 1791 intentó volver a París para cobrar unas deudas, siendo detenida por un grupo de emigrados franceses que la entregaron a los austriacos, encerrándola en la fortaleza de Kufstein, en Tirol. Allí fue interrogada sobre sus actividades revolucionarias, tomándola por una espía subversiva, quizás influidos por las noticias publicadas en la prensa donde se exageraba su participación en la revolución francesa. El gobierno de la Asamblea francés negoció con el emperador Leopoldo II su puesta en libertad, que se produjo en julio de 1791. Esta detención aumentó su popularidad en París, adonde volvió a fines del año 1791.

#### La vuelta a París
El 26 de enero de 1792 , hizo una entrada triunfal en La Sociedad de Amigos de la Constitución o Club de los Jacobinos. Se colocó al lado de Brissot y afirmó ser totalmente republicana y contraria a los realistas, a los que llamaba "partido de los aristócratas". También se manifestaba en contra de la burguesía, que quería que las mujeres se quedaran en casa, lo cual le ganó enemigos incluso del lado de la Revolución.
Partidaria de la guerra, en la primavera de 1792, intentó crear un batallón de mujeres dispuestas a luchar para defender la ciudad. Sin embargo, resultó impopular esta medida y fue denunciada a los jacobinos por causar inquietud en el Barrio de San Antonio de París.
El 6 de marzo de 1792, Pauline Léon presentó a la Asamblea Legislativa una petición firmada por más de 320 mujeres para tener el derecho de crear una Guardia Nacional femenina. Veinte días más tarde, delante de la Sociedad Fraternal de los Mínimos, invitó a las ciudadanas a organizarse como cuerpos armados declarando "Rompamos nuestras cadenas, es el tiempo al fin de que las mujeres salgan de su vergonzosa nulidad, donde la ignorancia, el orgullo y la injusticia de los hombres, las han esclavizado durante tanto tiempo". Reclamaba la igualdad política para las mujeres, pasando por la demanda de poder llevar armas.

#### Asalto a las Tullerías
El 10 de agosto de 1792 participa en el asalto al Palacio de las Tullerías junto con el pueblo de París. El periodista realista Jean-Gabriel Peltier acusó falsamente a Anne-Josèphe Théroigne de Méricourt de haber promovido y participado en el linchamiento del panfletista realista François Suleau una hora antes del asalto a las Tullerías, que habría estado motivada por las burlas que habría hecho a su vuelta. Estas calumnias fueron desastrosas para Théroigne.
Empezó a cambiar de actitud y pidió moderación para que las mujeres pudieran desempeñar un papel importante en los acontecimientos. Para evitar una guerra civil, en la primavera de 1793, propuso crear en cada sección una magistratura dirigida por seis honrados ciudadanos, que vestidos con una bufanda en la que se escribiría "Amistad y hermandad", podrían evitar los conflictos entre los diferentes partidarios de los movimientos.
El 13 de mayo de 1793, la Asamblea Nacional Constituyente la acusó de apoyar a Brissot, jefe del grupo de los Girondinos. Fue atrapada y llevada aparte por un grupo de mujeres jacobinas que tratándola de brissotiana y de girondina, la desnudaron y la azotaron públicamente. La intervención de Jean-Paul Marat puso fin a la agresión de Las Costureras o Tricoteuses. Esto le afectó profundamente.

### Internamiento y muerte
La humillación de esta agresión fue el origen de su locura. Aunque también pudo influir el miedo a ser guillotinada o por el avance de su enfermedad venérea, la sífilis y la neurosífilis y los efectos del mercurio en el organismo. Mujeres activas en la revolución como Olympe de Gouges y Madame Roland fueron guillotinadas el 3 y el 8 de noviembre de 1793.
En la primavera de 1794, su hermano solicitó su tutela y la hizo internar el 20 de septiembre de 1794 en el asilo de Faubourg Marceau, consiguiendo de esta forma evitar una acusación política y la guillotina, aunque los primeros informes la declararon sana. Se produjeron diversos internamientos en centros mentales en los siguientes años. Se entregó a ritos de purificación, viviendo en su casa desnuda y vertiendo cubos de agua helada sobre ella. El médico alienista Philippe Pinel humanizó su tratamiento psiquiátrico. Finalmente,  en 1807 fue ingresada en el Hospital de la Pitié-Salpêtrière, donde permaneció hasta su muerte el 8 de junio de 1817. Entre 1812 y 1817 fue tratada por el médico alienista Jean Étienne Esquirol, que le hizo un retrato.
En 1808 Michel Regnaud de Saint-Jean d'Angély, consejero de Napoleón, pidió una investigación administrativa para conocer si el internamiento de Théroigne de Méricourt no estaba vinculado a un posible espolio de sus bienes y patrimonio, por parte de su hermano Joseph Terwagne.

## Obras
- Catéchisme libertin à l’usage des filles de joie et des jeunes demoiselles qui se destinent à embrasser cette profession, (1791)
- Discours prononcé à la Société fraternelle des minimes, le 25 mars 1792, l'an quatrième de la liberté, par Mlle Théroigne, en présentant un drapeau aux citoyennes du faubourg S. Antoine, (1791) Texto escaneado en francés PDF
- Aux 48 sections (1792), Archivo escaneado en francés PDF. Texto retranscrito
- La Lettre-mélancolie, Carta escrita en 1801 a Danton, muerto en 1794, transcrita por Jean-Pierre Ghersenzon,  éd. établie par Jackie Pigeaud, Verdier / L’Éther Vague, 2005.

## La Musa Inspiradora
La vida de Anne-Josèphe Théroigne de Méricourt la convierten en una de las primeras feministas de la historia, que sigue inspirando a pintores, poetas, escritores y compositores.
En 1830 Eugène Delacroix se inspiró en la Revolución de 1830 o de las Tres Gloriosas y en la vida de Anne-Josèphe Théroigne de Méricourt para su cuadro La Libertad guiando al Pueblo.

Su vida también inspiró el poemario Las flores del mal, publicado en 1857, de Charles Baudelaire. Las flores del mal con los versos siguientes: “¿Habéis visto a Théroigne, amante de las matanzas, / excitando al asalto a un pueblo sin calzado, / con las mejillas y los ojos de fuego, representando a su personaje, / y subiendo, con el sable en la mano, las escaleras reales?” 

En 1902 Paul_Hervieu escribió una obra de teatro en 6 actos, Théroigne de Méricourt. Sarah Bernhardt pondrá su voz en la obra.

El compositor belga, flamenco, Auguste De Boeck escribió la ópera Théroigne de Méricourt en 1900 basándose en un libreto de Leonce du Castillon.

Su vida ha inspirado igualmente la novela Et embrasser la liberté sur la bouche de Philippe Séguy, publicada en 2011. Igualmente aparece como un personaje en la novela de Hilary Mantel publicada en 1992 y llamada A Place of Greater Safety.

También aparece en el videojuego Assassin's Creed: Unity (2014)

## Feminismo
Aunque la palabra feminismo no aparece en el vocabulario francés hasta 1837, no hay ninguna duda que Théroigne era feminista, ya que para ella, las mujeres "tienen los mismos derechos naturales que los hombres, de suerte que es extremadamente injusto que no tengamos los mismos derechos en la sociedad". Este discurso provoca la cólera de la prensa contrarrevolucionaria, siendo objeto de mofas, burlas y comentarios despectivos, tratándola como una libertina, contraria a la feminidad. "Puta patriota con 100 amantes cada día, pagando cada uno 100 sueldos en contribución a la Revolución, ganados con el sudor de su cuerpo". Cuando Francia entra en guerra con Austria en abril de 1792, ella hace campaña por los derechos de las mujeres de llevar armas: "Francesas, os digo de nuevo, elevemos la altura de nuestros destinos, rompamos nuestras cadenas. Es el tiempo al fin que las mujeres salgan de la vergonzosa nulidad a la cual la ignorancia, el orgullo y la injusticia de los hombre las han esclavizado durante tanto tiempo".

Pero su estilo, su ropa y sus opiniones políticas la hacen impopular entre las mujeres del pueblo, ya que no su mentalidad no estaban preparada para tantos cambios. Sus proclamas eran adelantadas a muchas de las mujeres de su época. En vano escribió apasionados panfletos instando a la elección de mujeres como representantes, con "el honroso deber de unir a los ciudadanos e inculcarles el respeto de la libertad de opinión".

El ataque por parte de mujeres jacobinas, a las que ella estaba defendiendo, que la desnudaron y azotaron públicamente delante de las puertas de la Convención, hizo que quizás no se restableciera y sufriera un trauma con esta agresión.

## Historiografía
La vida de Anne-Josèphe Théroigne de Méricourt ha suscitado muchas pasiones, de tal forma que los trabajos sobre ella no están exentos de prejuicios ligados a la época del autor. Es descrita como una venturera, una mujer dedicada al amor en la locura, una heroína dedicada a su causa.

Alphonse de Lamartine la ha desdrito en su obra Historia de los Girondinos, obra de 1847, como una aventurera, una mujer impura, pensando que "Al atacar a los aristócratas , pensó en rehabilitar su honor...". Lamartine y Alejandro Dumas creen las denuncias del asesinato del panfletista realista Jean-Gabriel Peltier.

Jules Michelet se equivoca y atribuye el castigo frente a la Convención a varones en "Las mujeres de la Revolución", publicada en 1854, defendiendo la imagen romántica de la mujer dedicada al instinto maternal y al amor.

En los Retratos Íntimos del siglo XVIII, de 1857, los Hermanos Goncourt hacen de ella una heroína que"intoxicada, corre furiosamente llevando la muerte..."

En 1989, año del Bicentenario de la Revolución, Élisabeth Roudinesco, psicoanalista e historiadora asocia el destino de Anne-Josèphe Théroigne de Méricourt al de la Revolución: "Mientras que fuera apoyado por el ideal revolucionario, la locura de Théroigne podía permanecer oculta...". Por eso la locura de Théroigne se precipita cuando la Revolución entra en el periodo del Terror.

Sin embargo, los trabajos de Léopold Lacour, en tanto que historiador del feminismo y de François-Alphonse Aulard, como historiador de la Revolución son más exactos.

## Homenajes
La ciudad de Lieja le rindió homenaje poniendo el nombre de "La bella Liejesa" a una pasarela que cruza el río Mosa, en francés Meuse. Entró en funcionamiento el 2 de mayo del 2016

La ciudad de París abrió en 2005 la calle Rue Théroigne de Méricourt

Synergie Wallonie pour l'égalité entre les femmes et les hommes, es una asociación sin ánimo de lucro, concede desde 2004 el Premio "Théroigne de Méricour" a toda mujer militante o que haya militado y defendido por los derechos de emancipación de las mujeres.

### Obra
- Discours prononcé à la Société fraternelle des minimes, le 25 mars 1792, l'an quatrième de la liberté, par M. Théroigne, en présentant un drapeau aux citoyennes du faubourg S. Antoine (1791) Texto en francés
- Aux 48 sections (179?) Texto en francés